# Ла-Кувертуарад
Ла-Кувертуара́д (фр. La Couvertoirade, окс. La Cobertoirada) — коммуна во Франции, находится в регионе Окситания. Департамент — Аверон. Входит в состав кантона Нан. Округ коммуны — Мийо.
Код INSEE коммуны — 12082.
Коммуна расположена приблизительно в 560 км к югу от Парижа, в 155 км восточнее Тулузы, в 80 км к юго-востоку от Родеза.

## Население
Население коммуны на 2008 год составляло 179 человек.
| 1962 | 1968 | 1975 | 1982 | 1990 | 1999 | 2008 |
| ---- | ---- | ---- | ---- | ---- | ---- | ---- |
| 98   | 120  | 107  | 134  | 148  | 153  | 179  |

## Экономика
В 2007 году среди 115 человек в трудоспособном возрасте (15-64 лет) 85 были экономически активными, 30 — неактивными (показатель активности — 73,9 %, в 1999 году было 69,0 %). Из 85 активных работали 80 человек (46 мужчин и 34 женщины), безработных было 5 (4 мужчины и 1 женщина). Среди 30 неактивных 9 человек были учениками или студентами, 9 — пенсионерами, 12 были неактивными по другим причинам.

## Достопримечательности
- Руины крепостной стены (XII век). Памятник истории с 1895 года[3]
- Дом священника (XII век). Памятник истории с 1945 года[4]
- Дом XVI века. Памятник истории с 1934 года[5]
- Церковь и бывшее кладбище (XV век). Памятник истории с 1945 года[6]
- Донжон и руины замка (XII век). Памятник истории с 1945 года[7]

## Фотогалерея
- Ла-Кувертуарад
- Церковь Сен-Кристоль
- Крепостная стена
- Мельница